# Distretto di Silvan
Il distretto di Silvan (in turco Silvan ilçesi) è uno dei distretti della provincia di Diyarbakır, in Turchia.